# Scaphopetalum stipulosum
Scaphopetalum stipulosum är en malvaväxtart som beskrevs av Karl Moritz Schumann. Scaphopetalum stipulosum ingår i släktet Scaphopetalum och familjen malvaväxter. Inga underarter finns listade i Catalogue of Life.